# Ambohimarina
Ambalahonko is een plaats in Madagaskar gelegen in de regio Diana. In 2001 telde de plaats bij de volkstelling ongeveer 7000 inwoners.
95% van de bevolking is landbouwer. Er wordt met name cacao verbouwd. Andere gewassen die voorkomen zijn koffie en rijst. 5 % van de bevolking is werkzaam in de dienstensector.